# Васильев, Анатолий Алексеевич (генерал-лейтенант)
Анатолий Алексеевич Васильев (1921—1973) — Один из основных организаторов и создателей космодрома «Байконур», генерал-лейтенант инженерно-технической службы, Лауреат Ленинской премии, кандидат технических наук.

## Биография
Родился 28 ноября 1921 года в Петрограде.
В 1939 году экстерном сдал экзамены за два курса механико-математического факультета Ленинградского Государственного Университета, а в 1941 году окончил Рязанское артиллерийское училище.
Участник Великой Отечественной войны с июля 1941 года. Воевал в составе Волховского, Ленинградского, 1-го, 2-го, 3-го Белорусских фронтов. Участник обороны Ленинграда. Был командиром взвода, помощником командира батареи, командир батареи, начальник штаба дивизиона, помощник начальника штаба полка, командир дивизиона. С июня 1944 года — начальник штаба полка, и. о. командира 228-го гвардейского гаубичного артиллерийского Гданьского ордена Кутузова полка. 23 апреля 1945 года при штурме Берлина был ранен.
С января 1946 года — преподаватель Артиллерийской стрельбы курсов усовершенствования офицерского состава артиллерии Группы советских войск в Германии. В 1952 году окончил с отличием отделение реактивного вооружения факультета баллистики Военной артиллерийской инженерной академии имени Ф. Э. Дзержинского. Одновременно закончил физико-математический факультет МГУ.
С июля 1952 года — заместитель Начальника отдела при заместителе Начальника Государственного центрального полигона («Капустин Яр») по испытаниям и научно-исследовательским работам.
С февраля 1954 года — заместитель Начальника ГЦП по испытаниям и научно-исследовательским работам.
С августа 1955 года служит на полигоне «Байконур» в должности заместителя начальника полигона по научно-исследовательской работе и службе измерений, участвовал в формировании этой службы, вводе в строй полигонного измерительного комплекса, организации испытательных запусков ракет Р-7, разработанных в ОКБ-1 С. П. Королёва, в запуске Первого искусственного спутника Земли, других космических аппаратов и первых «лунников». За эти работы ему в составе группы из одиннадцати испытателей полигона 4 июля 1959 года присуждена ученая степень кандидата технических наук без защиты диссертации.
В 1959 году назначен Начальником Рижского высшего командно-инженерного училища.
С января 1963 года — помощник Главнокомандующего Ракетными войсками по военно-учебным заведениям — Начальник военно-учебных заведений РВСН.
В августе 1964 года назначен Начальником Главного управления ракетного вооружения, членом Военного совета РВСН.
В марте 1966 года Васильев перенес острый инфаркт миокарда, в августе 1966 года у него произошёл повторный инфаркт (В ноябре 1971 года третий инфаркт).
С марта 1967 года являлся Председателем Научно-технического комитета РВСН, назначен на эту должность по требованию Главкома РВСН, Маршала Советского Союза Н. И. Крылова. Являлся Председателем Государственной комиссии по проведению летных испытаний ракеты РТ-2.
С 1969-го по май 1973 года Васильев был Начальником Ленинградской Военной инженерно-космической Академии имени А. Ф. Можайского.
В мае 1973 года генерал-лейтенант Васильев ушёл в отставку.
После увольнения работал доцентом в Ленинградском военно-механическом институте.
Был избран Депутатом Рижского горсовета депутатов трудящихся (в 1961 году). Делегат XXII съезда КПСС.
Умер в Ленинграде в 1973 году. Похоронен в Москве, на Химкинском кладбище (уч. № 25).

## Награды
- - Лауреат Ленинской премии (1957) — «За участие в подготовке и запуске Первого искусственного спутника Земли»

- два ордена Красного Знамени (29.05.1945[1], 29.05.1945[2])
- орден Отечественной войны I степени (24.01.1944)[3]
- три ордена Трудового Красного Знамени (1961, 1966, 1971)
- орден Красной Звезды (26.10.1942[4], 26.10.1955[5])
- медали в том числе:
  - «За боевые заслуги» (15.11.1950)[5]
  - «За оборону Ленинграда» (19.07.1943)
  - «За Победу над Германией в Великой Отечественной войне 1941—1945 гг.» (20.09.1945)
  - «За взятие Кенигсберга» (1945)
  - «За взятие Берлина» (1945)
  - «За безупречную службу I степени» (1960)